# Église Saint-Georges de Corfou
L'église Saint-Georges (grec moderne : Εκκλησία Αγίου Γεωργίου) est une église orthodoxe située dans la vieille forteresse de la ville de Corfou, sur l'île de Corfou, en Grèce.

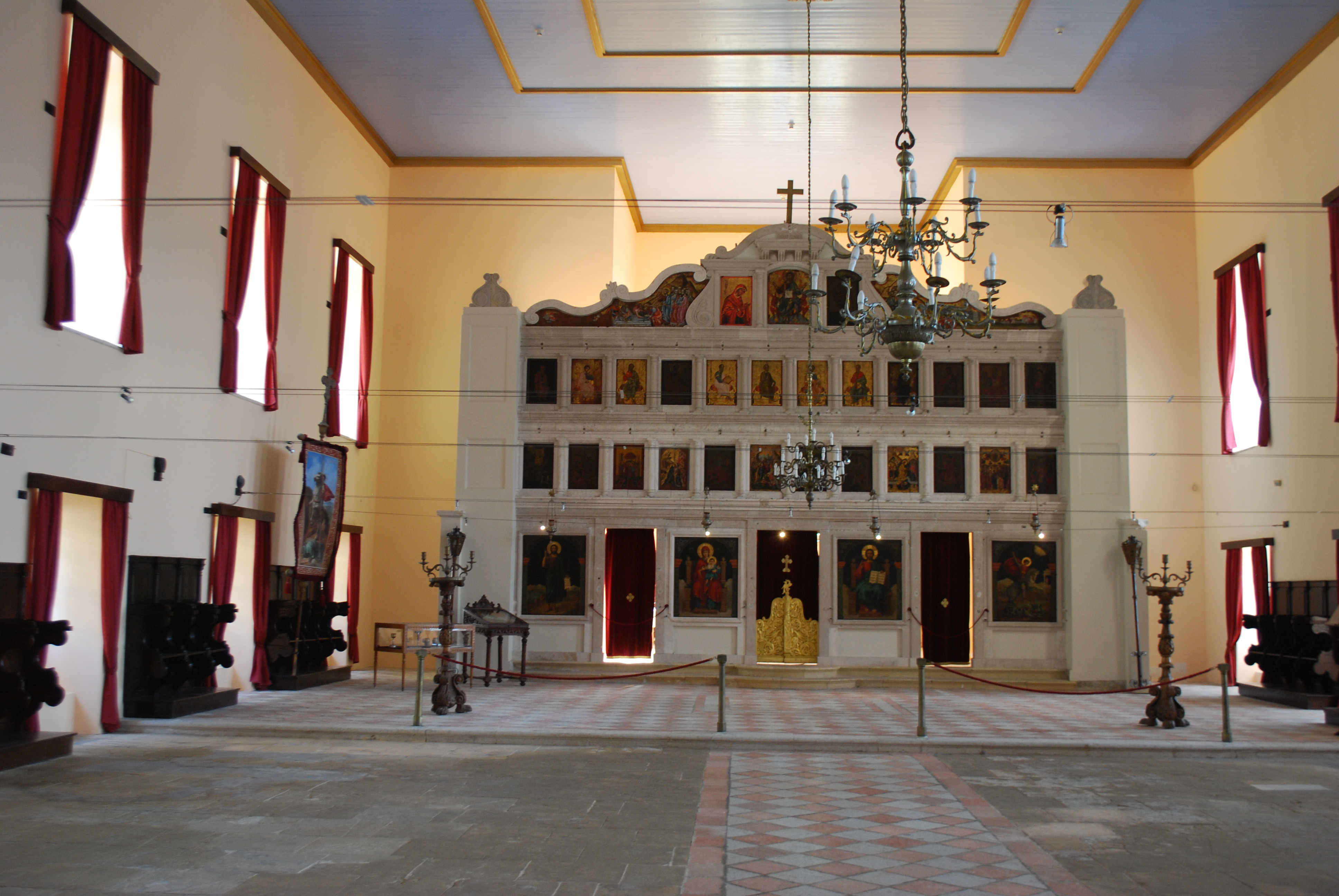
Vue de l'intérieur de l'église Saint-Georges.

L'édifice est construit en 1840. À l'origine, il s'agit d'une église anglicane destinée aux soldats britanniques qui servent dans la forteresse pendant la domination britannique de l'île (1814–1864). À la suite de l'annexion de Corfou par la Grèce en 1865, l'édifice est converti en église orthodoxe.
L'église constitue un exemple d'architecture néo-classique et imite à bien des égards un temple grec. Sa façade comporte six colonnes doriques soutenant une architrave, ainsi qu'un fronton de forme triangulaire. L'église est de conception basilicale et est initialement divisée par des colonnes en trois vaisseaux à l'intérieur. Chaque long mur comporte deux rangées de fenêtres. L'église a une capacité d'environ 4 000 personnes.